# (2879) Shimizu
(2879) Shimizu (1932 CB1) – planetoida z pasa głównego asteroid okrążająca Słońce w ciągu 4,61 lat w średniej odległości 2,77 j.a. Odkryta 14 lutego 1932 roku.